# Evangelischer Kirchendistrikt für Cisdanubien
Der Evangelische Kirchendistrikt für Cisdanubien (ung. Dunáninneni evangélikus egyházkerület) war einer der vier historischen Kirchenbezirke der ehemaligen Ungarnländischen Evangelischen Kirche A. B., die nach 1918 in verschiedene Kirchen zerfiel.

## Einführung
Nach dem Wiener Frieden des Jahres 1606 zwischen Stephan Bocskai und Kaiser Rudolph II. in welchem das Kaiserhaus dem Königreich Ungarn verfassungsrechtliche und konfessionelle Gleichstellung, also Religionsfreiheit zugesichert hatte, berief der Palatin von Ungarn Georg Thurso im Jahr 1610 eine Synode nach Sillein ein. Der lutherische Pfarrer von Großbitsch (ung. Nagybiccse), Elias Lányi (er war Beichtvater und Hofprediger Georg Thursos), war die treibende Kraft bei der Einberufung dieser Synode. In dieser Synode organisierte sich erstmals die Ungarnländische Kirche Augsburger Bekenntnisses im Königreich Ungarn. Es wurden neue Kirchengesetze erlassen und es wurden drei Kirchendistrikte gegründet.
Einer von den drei Kirchendistrikten war der Kirchendistrikt von Großbitsch, der die Komitate Arwa, Liptau und Trentschin umfasste. Für ihn wurde als erster Superintendent Elias Lányi eingesetzt. Aus diesem Distrikt entwickelte sich später – mit Zugewinn weiterer Territorien – der Evangelische Kirchendistrikt für Cisdanubien.

## Geschichte
Bereits in der Synode von Rosenberg wurde im Jahre 1707 ein Entwurf zur administrativen Gliederung der Evangelischen Kirche nach Augsburger Bekenntnis in Königreich Ungarn neu erarbeitet. Dieser Vorschlag der Synode von Rosenberg wurde 1734 durch die Resolutio Carolina des Kaisers Karl VI. bestätigt. Darin wurde das Territorium des Königreich Ungarns kirchenrechtlich in vier Kirchendistrikte (Bezirke) aufgegliedert, denen jeweils zuerst ein Superintendent und später ein evangelischer Bischof vorstand. Der Evangelische Kirchendistrikt für Cisdanubien (Diesseits der Donau) deckte in etwa den nordwestlichen Teil des ehemaligen Königreichs Ungarn ab (siehe Karte).
Dem jeweiligen Kirchendistrikt waren evangelische Seniorate (mit einem Senior an der Spitze) untergeordnet. Die Seniorate setzten sich aus den einzelnen Kirchengemeinden zusammen.
Bis zum Jahre 1783 gehörten folgende Seniorate zum Distrikt: Preßburg, Trentschin-Neutra, Turz, Liptau-Arwa
Seniorate 1783 – 1894: Preßburg-Stadt, Preßburg-Land, Neutra, Trentschin, Arwa und Liptau
Seniorate 1894 – 1918: Preßburg-Stadt, Preßburg-Land, Neutra, Trentschin, Neograd, Wieselburg, Hont, Bars, Komorn.
Zum Kirchenbezirk von Cidanubien gehörten:
- 1735 15 Kirchengemeinden
- 1791 72 Kirchengemeinden

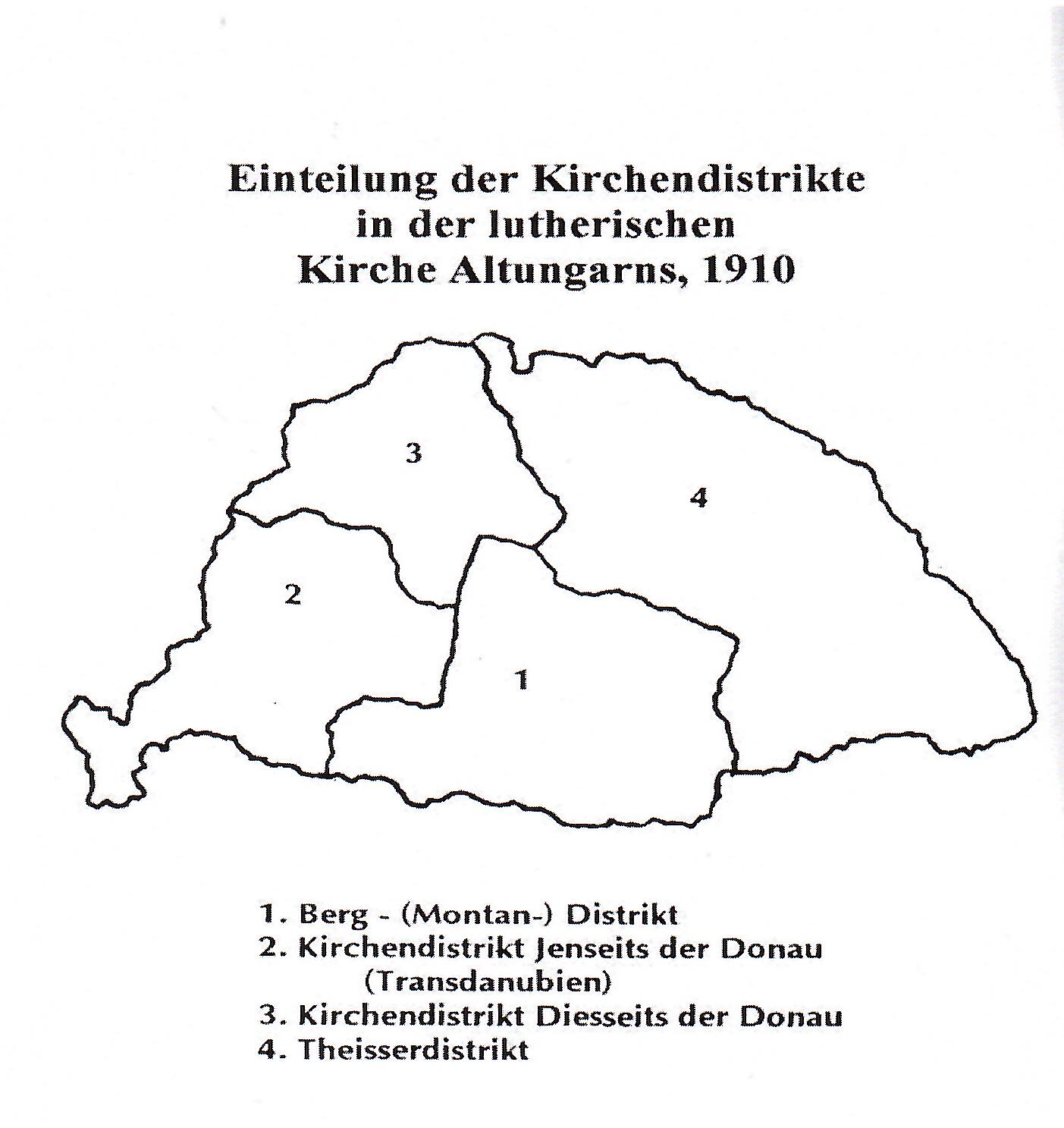
Distrikte der Ungarländischen Evangelischen Kirche A. B. im Königreich Ungarn

Im Jahre 1894 fand eine Landessynode der Ungarnländischen Evangelischen Kirche A. B. in Budapest statt, wo auch die Territorien der einzelnen Kirchendistrikte geändert wurde. Durch diese Änderung stieg die Anzahl der Gemeinden die zum Kirchenbezirk Cisdanubien gehörten von 99 auf 163.
Im Jahre 1918, am Ende des Ersten Weltkrieges wurde das historische Königreich Ungarn als Staat aufgelöst. Gemäß Vertrag von Trianon musste Ungarn etwa zwei Drittel seines Territoriums an die neu gegründeten Nachfolgestaaten abtreten. Das hatte auch gravierende Auswirkungen auf die Ungarnländische Evangelische Kirche A.B. Demnach blieben nach 1918 von ursprünglich 163 Kirchengemeinden nur 33 Gemeinden des Kirchendistrikts Cisdanubien im Nachkriegsungarn übrig. Mit den Gemeinden der anderen Kirchenbezirke, die bei Ungarn blieben, bildeten sie nun die Evangelisch-Lutherische Kirche in Ungarn. Die Gemeinden im Burgenland, das an die Republik Österreich fiel, bildeten nun die Evangelische Superintendentur A. B. Burgenland innerhalb der Evangelischen Kirche A. B. in Österreich. Der größere Teil des Kirchenbezirks kam zur Evangelischen Kirche Augsburgischen Bekenntnisses in der Slowakei.
Cisdanubien wurde in der Evangelisch-Lutherischen Kirche in Ungarn vorerst als Kirchendistrikt aufrechterhalten, wurde jedoch 1952 ganz aufgelöst.

## Superintendenten (später Bischöfe)
(in Klammern ist die Dauer der jeweiligen Dienstzeit angegeben)
- Jakob Záborsky (1735 bis 1736[3]), Hofprediger der der Adelsfamilie Révay[4] in Kisselmec
- Elias Mohl (1737 bis 1761), Prediger der Deutschen Evangelischen Kirchengemeinde A. B. in Modern
- Michael Torkos (1761 bis 1801), Prediger der Deutschen Evangelischen Kirchengemeinde A. B. in Modern
- Daniel von Crudy (1802 bis 1815), Prediger der Deutschen Evangelischen Kirchengemeinde A. B. zu Preßburg
- Michael Kováč-Martini (1816 bis 1828), Prediger der Slowakischen Evangelischen Kirchengemeinde A. B. in Modern
- Paul Bilnitza (1829 bis 1834), Prediger der Slowakischen Evangelischen Gemeinde A. B. in Preßburg und Professor am Preßburger Ev. Lyzeum
- Franz Samuel Stromsky[5] (1835 bis 1861), Prediger der Deutschen Evangelischen Kirchengemeinde A. B. zu Preßburg
- Ludwig Geduly (1861 bis 1890), Prediger der Deutschen Evangelischen Kirchengemeinde A. B. zu Preßburg
- Friedrich Baltik (1890 bis 1919), Prediger und Senior der Slowakischen Evangelischen Kirchengemeinde A. B. in Liptau Sankt Nikolaus und Balassagyarmat